# Niccolò Barozzi
Niccolò Barozzi (Venezia, 18 ottobre 1826 – Venezia, 14 gennaio 1906) è stato uno storico e patriota italiano.

## Biografia

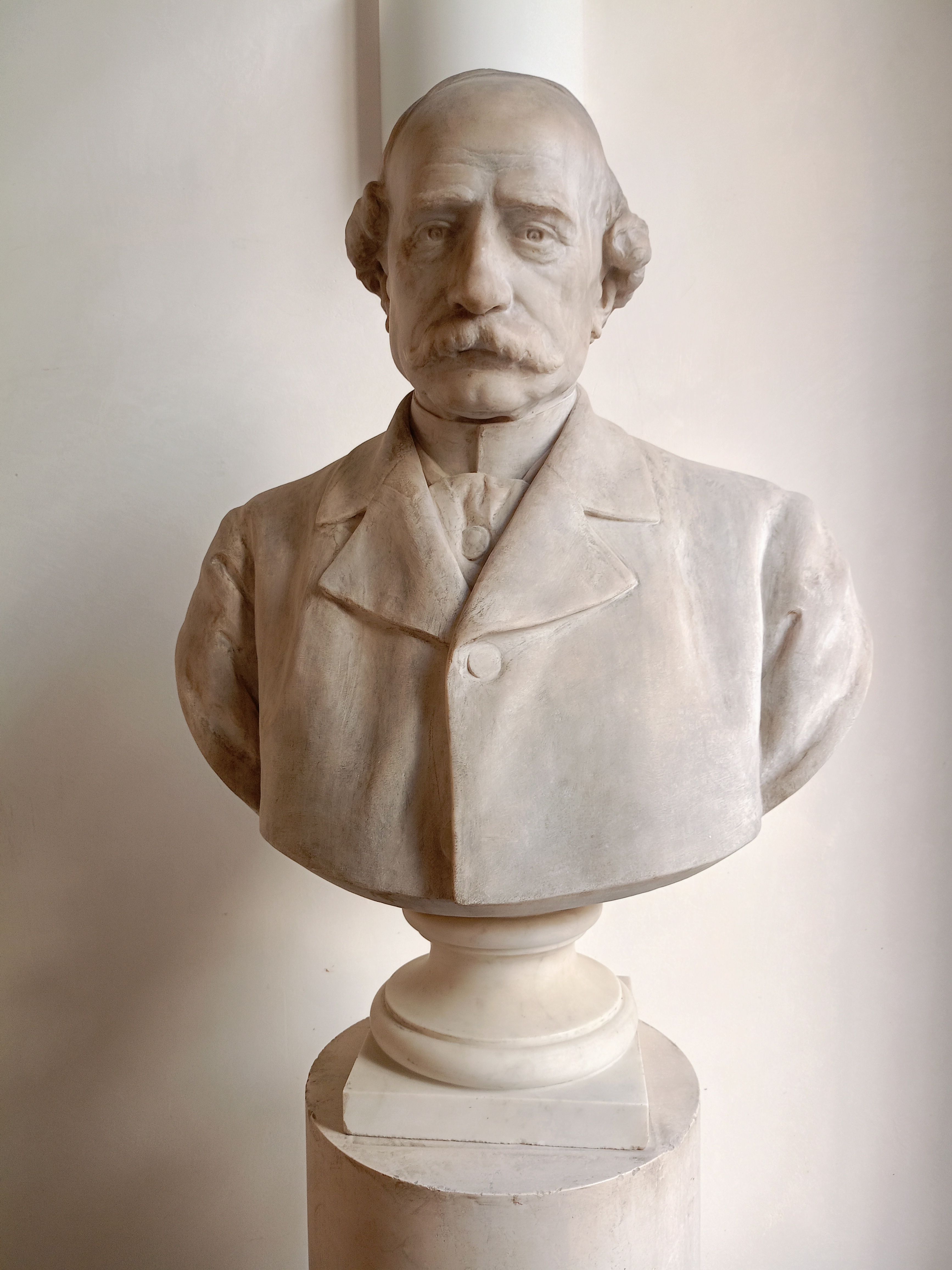
Nicolò Barozzi in un busto di Emilio Marsili

Rappresentante della famiglia Barozzi, già inclusa nel patriziato veneziano, si distinse a partire dal 1848 come fervente patriota, entrando nella Guardia civica e poi, con il grado di tenente, nell'Auditorato di guerra della Repubblica di San Marco. 
Dopo la caduta di Venezia, si dedicò esclusivamente agli studi storici, impegnandosi in assidue ricerche presso l'Archivio di Stato della città. Ne fruttarono diversi interessanti lavori incentrati, in particolare, sulle relazioni tra la Serenissima e il ducato di Savoia, sulle vicende di Dante in Laguna, sulla storia di Gemona e sull'epistolario di Isabella Teotochi Albrizzi.
Tra il 1856 e il 1878 collaborò con Guglielmo Berchet alla pubblicazione delle relazioni diplomatiche degli ambasciatori veneti all'estero del XVII secolo, importantissima fonte per la storia veneziana del Seicento.
Dopo l'annessione al Regno d'Italia, Barozzi tornò alla vita pubblica: fu nella Commissione conservatrice dei monumenti, nella Commissione di vigilanza per i restauri di San Marco, nella Commissione araldica per la Venezia, nella Commissione per l'esportazione d'oggetti d'arte e d'antichità; venne nominato segretario onorario della Reale Accademia di Belle Arti e figurò tra i fondatori della Deputazione veneta di storia patria, della quale fu anche vicepresidente. Ebbe inoltre incarichi presso numerosi musei: fu conservatore del Museo Correr, incaricato della direzione delle Gallerie del Palazzo Ducale, del Museo archeologico e della Villa Pisani di Stra, direttore del Museo archeologico. 
Infine, in collaborazione con il Berchet, con Rinaldo Fulin e con Federico Stefani, stese un'importante edizione dei Diari di Marin Sanudo (1879-1903).